# Rassemblement Démocratique du Dahomé
De Rassemblement Démocratique du Dahomé (RDD) was een nationalistische partij in Dahomey, het huidige Benin. In 1959 werd Hubert Maga van de PDD premier van Dahomey en in 1960 president. Van 1961 tot 1963 was het in feite de eenheidspartij in Dahomey. Na de val van Maga in 1963 kwam de RDD in de oppositie terecht. In 1965 werden de partijpolitieke activiteiten verboden door generaal Christophe Soglo. 
In 1970 werd de democratie in Dahomey hersteld en werden de partijpolitieke activiteiten hersteld. Hubert Maga werd namens de RDD lid (en voorzitter) van de Presidentiële Raad. Na de coup van majoor Matthieu Kérékou in 1972 werden alle partijen verboden.